# Hierogamie
Hierogamie (altgriechisch ἱερογαμία hierogamía, deutsch ‚der Brauch, heilige Hochzeiten abzuhalten‘) oder Hieros gamos (altgriechisch ἱερὸς γάμος hierós gámos, deutsch ‚heilige Hochzeit‘, auch Theogamie) ist die Hochzeit zweier Götter. Manchmal wird der Terminus auch auf die Vereinigung zwischen einer Gottheit und einem Sterblichen angewendet.

## Verbreitung
Die Heilige Hochzeit, besonders die zwischen Zeus und Hera, spielte eine wichtige Rolle im Kult der Griechen. In den mesopotamischen Kulturen von Sumer, Assur und Babylon spielte Hierogamie die bedeutendste Rolle im Kult.

### Mesopotamien
Der amerikanische Sumerologe Samuel Noah Kramer nahm an, dass das Ritual der Heiligen Hochzeit des Stadtfürsten mit der Göttin Inanna Mitte des dritten Jahrtausends in Uruk entstand, im Rahmen eines „zunehmenden sumerischen Nationalismus“, und dass diese Sitte dann nachträglich auf Inanna und Dumuzi, einen frühen mythischen König der Stadt zurückgeführt wurde.
Nach Kramer sind folgende literarische Texte diesem Ritual zuzuweisen:
- Liebesgedichte, in denen Dumuzi um Inanna wirbt
- Gedichte über das Heiratszeremoniell, die dessen Bedeutung für die Wohlfahrt des Königs und des Landes Sumer und seiner Bevölkerung betonen
- „rhapsodische“ Liebesgedichte von Inanna an Dumuzi[4]

Die Feier eines Hieros gamos in Sumer wurde anhand solcher Keilschrifttexte rekonstruiert. Sie beschreiben nicht den tatsächlichen Ablauf, sondern eher Texte, die zu dem Zyklus um Dumuzi und Inanna gehören und die vielleicht bei einem solchen Anlass zitiert werden.
Das Fest war vermutlich Teil des Neujahrsfestes. Der Stadtfürst vollzog eine rituelle Vereinigung mit der Göttin Inanna im Haupttempel der Stadt. Wer die Rolle der Inanna einnahm, ist unklar, meist wird angenommen, dass es sich um eine Priesterin handelte. Kramer vermutet eine Hierodule. Eine Heilige Hochzeit mit Inanna ist laut Kramer für Šulgi von Ur und Iddin-Dagān von Isin nachgewiesen. Das Ritual wurde auf einem Bett mit spezieller Decke vollzogen und wurde von einem Fest mit Gesang, Tanz und Musik beschlossen. Die Hochzeit des Šulgi fand im Eanna im Kullab von Uruk statt, das er per Boot erreichte. Der König wird als Hirte bezeichnet, er bringt Inanna Rinder, Schafe, Ziegen, gefleckte Lämmer und Kitzen dar und salbt ihren Schoß mit Milch und Fett, bevor er ihre heilige Vulva berührt. Die beste Quelle für das Ritual ist „Iddin-Dagan A“ oder Lied zum Ritus der Heiligen Hochzeit der Göttin Inanna mit König Iddin-Dagan von Isin, erhalten in 14 Texten aus Nippur aus der Regierungszeit von Iddin-Dagān. Ein Text aus dem Britischen Museum beschreibt im Emesal-Dialekt die Vereinigung von Inanna und Dumuzi, die vielleicht als Vorbild für die heilige Hochzeit diente. Der Göttin wird in Eridu im Eanna-Tempel in einer Schilfhütte ein Bett bereitet, das mit Lapislazuli bedeckt ist. Der Feuergott Gibil reinigt den Raum, es wird Nacht und die Göttin sehnte sich nach dem Bett. Die Göttin wird angefleht, dem König „Stecken und Stab“ zu übergeben. Ninšibur geleitet den König zu dem Bett und bittet Inanna, dass der König lange ihren heiligen Schoß genießen dürfe, dass er eine gute und glorreiche Regierungszeit haben möge, dass der Thron seines Königtums fest gegründet sein möge. Sie soll ihm ein Zepter geben, mit dem er das Volk leiten kann und den Stab und den Krummstab, eine dauerhafte Krone, die das Land erhebt, von Sonnenaufgang bis Sonnenuntergang, vom Oberen bis zum Unteren Meer, von da, wo der Halub-Baum wächst bis dahin, wo die Zeder wächst; über ganz Sumer und Akkad soll sie ihm Stecken und Stab verleihen. Er soll der Hirte des schwarzköpfigen Volkes sein, wo immer sie wohnen, er soll die Felder fruchtbar machen wie ein Bauer, die Schafe vermehren wie ein verlässlicher Schäfer. Unter seiner Herrschaft soll es Pflanzen und Korn geben, es soll Überfluss geben, und in den Marschen sollen die Fische und Vögel schnattern (?), das Rohr soll hoch wachsen, in der Steppe sollen die Mašgur-Bäume hochwachsen, in den Wäldern sollen sich Hirsche und wilde Ziegen vermehren, die Gärten sollen Honig und Wein hervorbringen, in den Bewässerungs-Gräben sollen Salat und Kresse gedeihen, im Palast soll das Leben lang währen.
Lenzen will in Raum B12 im Isin-Larsa-Zeitlichen Tempelbezirk von Ur den Schauplatz der Heiligen Hochzeit erkennen. Er ist 6 × 11 m groß mit einem 3 m breiten Podest an der Schmalseite.
Das Ritual des Neujahrsfestes ist auch aus einem aramäischen Text aus Syene überliefert. Er berichtet von der kultischen Vereinigung des Königs von Araš (ʿrš, rš) mit der Göttin Nana.
Herodot berichtet von einer Heiligen Hochzeit auf der Zikkurat von Babylon.

### Griechenland
Der Begriff selbst, also die „Heilige Hochzeit“, bezieht sich ursprünglich auf die griechische Vorstellungswelt vom ἱερὸς γάμος, welche u. a. die heilige Vermählung der Erdgöttin Gaia mit dem Himmelsgott Uranos als eine Theogamie oder „Götterhochzeit“ beschreibt.
Auch bei der nachfolgenden Göttergeneration, den olympischen Göttern, gab es die Heilige Hochzeit. Besonders einmal im Jahr vereinigte sich Hera mit ihrem Gatten Zeus unter einem Keuschbaum (Vitex agnus-castus L.) Lygos auf Samos. Ein Bad im Imbrasos erneuerte danach ihre Jungfräulichkeit. Hera war auch unter einem Lygos geboren worden. Die Feiern der Tonaia, τωναία, bei dem das Kultbild mit Keuschbaumzweigen umwunden wurde, erinnerte an dieses Ereignis. Dieser Baum stand am Altar in Heraion und wurde unter anderem von Pausanias beschrieben. Weitere wichtige Götterheiraten sind die zwischen Hades und Persephone, Demeter Erinys und Poseidon, Demeter und Iasion.
Die rituelle Vereinigung der athenischen Basilinna mit Dionysos ist ein Beispiel der Heiligen Hochzeit eines Gottes und einer Sterblichen. Einmal im Jahr wurde dafür das älteste Dionysos-Heiligtum Athens, das den Namen „In den Sümpfen“ (ἐν λίμναις) trug, geöffnet, wo dann dieses Ereignis stattfand.

### Celticum
Wie in anderen Kulturkreisen der Eisenzeit soll bei den Kelten die Heilige Hochzeit (altirisch banais rígi) eine wichtige Rolle gespielt haben. Ein Herrschaftsantritt eines neuen Königs war nur dann möglich und gültig, wenn er sich zuvor mit dem personifizierten Symbol des Landes vereinigte. Dies wird unter anderem von Ailill mac Máta mit Medb, Conn Cétchathach in der Erzählung Baile in Scáil („Die Vision des Gespenstes“) und anderen mittelalterlichen Legenden berichtet, in denen sich eine erst alte und hässliche, dann junge und wunderschöne Frau als „Herrschaft über Schottland und Irland“ (flathius Alban is Erenn) bezeichnet. Auch die Cailleach Bérri oder Senainne Bérri („Die Alte von Beare“) soll eine ähnliche Funktion gehabt haben. Die Verwandlung der alten in die junge Frau ist ein Symbol für die Verjüngung des Landes durch den neuen, jungen König. Nach Miranda Green ist in der Verbindung römischer Götter mit keltischen Göttinnen eine Form der Hierogamie des Herrschers mit der Landesgöttin zu sehen. Beispiele sind Apollon/Grannus und Sirona, Mars/Loucetius und Nemetona, Mars/Lenus und Ancamna, und einige andere. Der Religionswissenschaftler Bernhard Maier hält den Zusammenhang mit der Heiligen Hochzeit für nicht wirklich gegeben und für diskussionswürdig.